# 절대자
철학(특히 형이상학)에서 절대(絶對), 절대성(絶對性) 또는 절대자(絶對者, absolute)는 그 자체 외부에 아무것도 의존하지 않는 완전하고 자급자족하는 현실을 말한다. 또한 신학에서 이 용어는 최고 존재(절대자)를 지칭하는 데 사용된다. 절대의 개념은 전통과 사상가에 따라 다르지만, 일반적으로 모든 형태의 제한, 상대성, 우연성을 초월하는 것을 의미한다.

## 의미
"절대"의 영단어 absolute라는 용어는 라틴어 absolutus에서 유래했으며, "자유롭게 된, 분리된, 또는 제한받지 않는"을 의미한다. 철학적 담론에서 이는 무조건적이고 독립적이며 궁극적인 것을 지칭한다. 이는 모든 형태의 상대성을 넘어 그 자체로 완전한 현실을 제시한다.
- 절대자는 완전성으로서: 절대는 종종 완전한 존재 또는 실존의 상태로 생각된다.
- 절대자는 자급자족으로서: 이는 전적으로 자체 포함적이며, 외부 원인이나 조건을 필요로 하지 않는다.
- 절대자는 궁극적 실재로서: 이는 종종 존재의 궁극적 근거나 최고의 형이상학적 원리와 동일시된다.

## 인도계 종교
절대의 개념은 야즈나발키아, 나가르주나, 샹카라와 같은 인도계 종교의 초기 경전을 해석하는 데 사용되어 왔다.
힌두교에서 절대의 개념은 궁극적이고 형상 없으며 불변하는 실재인 브라흐만과 가장 밀접하게 연관되어 있다. 샹카라(산스크리트어: आदि शङ्कर) (서기 8세기), 불이일원론(산스크리트어: अद्वैत वेदान्त)의 주창자는 개별 영혼(아트만)(산스크리트어: आत्म)이 궁극적으로 보편적인 브라흐만(산스크리트어: ब्रह्मन्)과 동일하다고 가르쳤다. 다원성의 세계는 마야(산스크리트어: माया) — 참된, 비이원적 실재를 가리는 환상이다.
우메하라 타케시에 따르면, 불교의 일부 고대 문헌은 "진정으로 절대적이고 진정으로 자유로운 것은 무여야 한다" 즉 "공허"라고 명시한다. 그러나 초기 불교 학자 나가르주나, 폴 윌리엄스는 "공허"를 어떤 종류의 절대적인 것으로 제시하지 않는다. 오히려 그것은 불교의 사상의 마드야마카 학파에서 "고유한 존재의 바로 그 부재(순수한 비존재)"이다.
자이나교 철학은 아네칸타바다(산스크리트어: अनेकान्तवाद)(비절대주의) 개념을 도입하는데, 이는 어떤 단일한 관점도 진실의 전부를 포착할 수 없으며 현실에 대한 모든 진술은 조건적이고 상대적이라고 주장한다.

## 신비주의
문화 전반의 신비주의 전통에서 절대는 종종 인간 지성으로는 파악할 수 없는 형언할 수 없는 초월적 실재로 경험된다. 신비주의자들은 절대와의 만남을 신성하거나 궁극적 실재와의 합일 또는 일체 상태로 묘사한다.
수피즘 (이슬람 신비주의)에서, 이븐 아라비가 제안한 와흐다트 알-우주드(아랍어: وحدة الوجود)(존재의 통일성) 개념은 모든 존재가 궁극적으로 하나이며, 신이 유일한 실재라고 제안한다. 세상은 신의 반영 또는 현현으로 간주되며, 신비적 깨달음은 자아를 해체하여 절대와 합쳐지는 것을 포함한다. 마찬가지로, 기독교 신비주의에서 마이스터 에크하르트와 같은 인물들은 영혼이 신과 하나가 되어 개별적인 존재를 초월하는 신성한 합일의 경험을 묘사한다.
힌두 신비주의에서, 요가의 삼매(산스크리트어: समाधिः) 상태 또는 니르비칼파 사마디(산스크리트어: निर्विकल्प समाधिः)(속성 없는 흡수)의 깨달음은 브라흐만, 즉 절대와의 직접적인 만남으로 묘사된다. 불교 신비주의, 특히 선불교에서, 사토리(일본어: 悟り) 또는 견성(일본어: 見性)의 경험은 이원성이 해소되고 개인이 실재의 참된 본질을 인식하는 절대의 엿보기로 간주된다.

## 게오르크 빌헬름 프리드리히 헤겔
헤겔은 자신의 독일어 문학 작품에서 절대자(das Absolute)라는 용어를 사용했다.

일부 대중적인 설명과는 달리, 이 용어는 헤겔에게만 국한된 것이 아니다. 이는 니콜라우스 쿠자누스의 작품에서 처음 나타났고, 헤겔 자신의 용어 사용은 동시대인 프리드리히 빌헬름 요제프 셸링의 용어 사용에 대한 응답으로 발전했다.
헤겔의 "절대" 사용은 쉽게 오해될 수 있다. 그러나 마이클 인우드는 "라틴어 absolutus에서 파생된 것으로, '다른 어떤 것에도 의존하지 않고, 조건적이지 않으며, 상대적이지 않고, 제한받지 않는; 자립적이고, 완벽하며, 완전한'을 의미한다"고 명확히 했다. 학자 알레그라 드 로렌티스의 말에 따르면, 이는 절대적인 앎이 "경험의 근거와 경험하는 주체가 하나이며 동일한 '절대적인 관계'를 의미할 수 있을 뿐이다: 알려진 대상은 명시적으로 아는 주체이다"라는 것을 의미한다. 즉, 진정으로 절대적인 "것"(실제로는 활동)은 전적으로 스스로 조건화되는 것이며, 헤겔에 따르면 이는 정신이 스스로를 자신의 대상으로 삼을 때만 발생한다. 어떤 면에서 헤겔의 이러한 견해는 요한 고틀리프 피히테의 절대적 자아론에 의해 예견되었다. 헤겔의 『정신현상학』 마지막 부분은 예술, 종교, 철학이라는 세 가지 절대적 앎의 양식을 제시한다.
마르틴 하이데거가 이해하는 헤겔에게 있어서 절대자는 "무조건적인 자기 앎의 확실성 안에서 자기 자신에게 현전하는 정신"이다. 프레더릭 코플스턴이 이해하는 헤겔에게 "[논리는] 절대자를 '그 자체로' 연구하고; 자연 철학은 절대자를 '그 자신을 위해' 연구하며; 정신 철학은 절대자를 '그 자체로 그리고 그 자신을 위해' 연구한다."
영국 철학에서 스스로를 신헤겔주의자로 자처한 프랜시스 허버트 브래들리는 절대자의 개념을 하느님과 구별했지만, 조사이어 로이스, 또 다른 신헤겔주의자이자 미국 관념론 철학 학파의 창시자는 그들을 동일시했다.

## 비판
쇠렌 키르케고르는 실존주의적 관점에서 절대의 개념을 비판하며, 절대적인 지식이 개인의 믿음과 주관적인 헌신의 중요성을 훼손한다고 주장했다. 키르케고르에게 진리는 추상적인 절대가 아니라 주관성이다. 프리드리히 니체는 "신은 죽었다"고 선언하며 절대적인 개념에 도전했는데, 이는 형이상학적 절대에서 파생된 객관적인 도덕적 진리의 종말을 상징한다. 니체는 인간이 스스로의 가치를 창조해야 할 필요성을 강조했다.

## 현대
현대 철학 및 신학 담론에서, 과정신학은 절대자를 역동적이고 진화하는 현실로 보는 반면, 포스트모더니즘은 절대의 타당성에 의문을 제기하며 다원주의와 상대주의를 강조한다. 이러한 접근 방식은 절대에 대한 전통적인 개념에 도전하며, 궁극적인 현실에 대한 더욱 유동적이고 진화하는 이해를 제시한다.

## 같이 보기
- 브라흐만
- 신격 (동음이의)
- 하느님
- 절대 관념론
- 절대적 무한
- 부처
- 불성
- 카오스
- 영원한 붓다
- 헤노시스
- 불확정성
- 내재 가치
- 단자—일원론—일자
- 비절대주의
- 범신론—우주 (계통)
- 불교의 현실
- 최고신 (동음이의)
- 궁극적 실재
- 보편성
- 천 (사상)
- 도 (철학)
- 무생노모

## 참고
1. ↑  E.g., Copleston 1963, 166–80쪽.

### 참고 문헌
- Copleston, Frederick Charles (1963). 《History of Philosophy: Fichte to Nietzsche》. Paulist Press. ISBN 978-0-8091-0071-2.
- de Laurentiis, Allegra (2009). 〈Absolute Knowing〉.   Westphal, Kenneth R. 《The Blackwell Guide to Hegel's Phenomenology of Spirit》. Wiley-Blackwell.
- Inwood, Michael (1992). 《A Hegel Dictionary》. Wiley-Blackwell. ISBN 978-0631175339.
- Inwood, Michael (2018). 〈Note on the Translation and Commentary〉. 《The Phenomenology of Spirit》. Oxford University Press.
- Jaeschke, Walter (2013). 〈Absolute Spirit: Art, Religion and Philosophy〉.   Allegra de Laurentiis and Jeffrey Edwards. 《The Bloomsbury Companion to Hegel》. Bloomsbury Academic.